# Blame It on Me (George Ezra)
Blame It on Me è un singolo di George Ezra è stato pubblicato dall'album in studio debutto Wanted on Voyage il 12 agosto 2014.

## Video musicale
Il video di Blame It on Me è stato pubblicato dal 12 agosto 2014.

## Tracce
1. Blame It on Me – 3:17